# Муолен
Муолен (нім. Muolen) — громада  в Швейцарії в кантоні Санкт-Галлен, виборчий округ Санкт-Галлен.

## Географія
Громада розташована на відстані близько 155 км на північний схід від Берна, 12 км на північний захід від Санкт-Галлена.
Муолен має площу 10,3 км², з яких на 7,4% дозволяється будівництво (житлове та будівництво доріг), 83,9% використовуються в сільськогосподарських цілях, 7,6% зайнято лісами, 1,1% не є продуктивними (річки, льодовики або гори).

## Демографія
2019 року в громаді мешкало 1220 осіб (+5,2% порівняно з 2010 роком), іноземців було 8,2%. Густота населення становила 118 осіб/км².
За віковим діапазоном населення розподілялося таким чином: 24,5% — особи молодші 20 років, 61,1% — особи у віці 20—64 років, 14,4% — особи у віці 65 років та старші. Було 474 помешкань (у середньому 2,5 особи в помешканні).
Із загальної кількості 441 працюючого 142 було зайнятих в первинному секторі, 87 — в обробній промисловості, 212 — в галузі послуг.